# Вац Кирил Степанович
Кири́л Степа́нович Вац (англ. Carl Watts ; 10 жовтня 1930 — 8 січня 2011) — радянський диктор, перекладач-синхроніст і кіноактор.

## Біографія
Народився 10 жовтня 1930 року у Вінніпезі, Канада в сім'ї вихідців з Російської імперії.
Батько — Степан Денисович Вац — народився 28 вересня 1901 року в селі Смідин у Західній Україні, з 18 років служив добровольцем у 1-й конармії Будьонного, був поранений у ногу в Сиваській битві в Криму, після закінчення Громадянської війни повернувся до рідних місць. Відповідно до Ризького миру, село відійшло до Польщі. Мати Євдокія Максимівна Панасюк до кінця життя залишалася неписьменною. Одружившись в 1927 році, в 1929 сімейна пара емігрувала з Польщі до Канади, де незабаром народився Карл, а трохи більше ніж через рік — його молодший брат Джордж (пізніше — Григорій Степанович Вац, перекладач-синхроніст, співробітник телекомпанії Russia Today). У роки Великої депресії сім'я отримала неосвоєну ділянку землі від держави і переїхала на північ провінції Манітоба.
З початком у 1939 році Другої світової війни та розвитком оборонної промисловості в Канаді сімейство перебралося до міста Гамільтон, провінція Онтаріо, де брати навчалися в школі Westdale Secondary School.
Після закінчення війни на сімейній раді було прийнято рішення емігрувати до СРСР, що було здійснено в березні 1952 року.
Після заборони на проживання у Києві сім'я оселилася у Ворошиловграді. Карл надійшов працювати на завод імені Д. Ф. Рудя, де виготовляв напилки. Працевлаштуванню передувало отримання радянських документів, внаслідок якого волею паспортистки брати перетворилися на Кирила та Григорія. Паралельно навчався у вечірній школі, готувався стати перекладачем.
Закінчив перекладацький факультет Московського педагогічного інституту іноземних мов. Брав участь у підготовці та проведенні Московського фестивалю молоді та студентів (1957).
Працював диктором іноземного мовлення в Африканській редакції радянського радіо, нині — Російська державна радіокомпанія «Голос Росії».
Протягом 35 років з початку 1970-х років у період проведення в Москві великих турнірів з хокею з шайбою, таких як «Приз Известий», запрошувався як диктор-інформатор для оголошень інформації англійською мовою під час матчу (разом з ним працювали по черзі Ніна Шаборкіна та Валентин Валентинов). Хриплуватий тембр голосу Кирила Степановича у поєднанні з яскраво вираженою американською англійською мовою та манерою подачі інформації створювали у радянських уболівальників відчуття присутності на матчі НХЛ.
Був учасником 17-серійного пропагандистського документального проєкту «Стратегія перемоги» (1984), присвяченого німецько-радянській війні.
У 1992—1993 роках був програмним директором англомовної частини мовлення Відкритого радіо. Також працював диктором кінокомпанії GaliX.
Вважав за краще називати себе в ефірі ім'ям Карл.
Проживав із дружиною у Москві за адресою: стара Басманна вулиця, 24.
Помер 8 січня 2011.

## Сім'я
- Дружина — Валерія Ігорівна Вац (24.05.1937 — 02.02.2017).
- Син — Нікіта Вац (нар. 21.01.1965), проживає в Монреалі, Канада.

## Актор
- 1973 — «Мовчання доктора Івенса» — диктор новин
- 1984 — «Стратегія перемоги» (документальний) — читає американські документи
- 1985 — «Одиночне плавання» — Дюк Семюел, генерал
- 1990 — «Микола Вавілов» — Герман Джозеф Мюллер, американський вчений
- 1991 — «Операція Гелій» (документальний) — Гільдебранд, американський геохімік

## Акторозвучування
- 1963 — «Постріл в тумані» — аташе Бінкль (озвучив роль Бруно Оя)
- 1975 — «Центровий з піднебесся» — тренер американців (озвучив роль Олексія Бояршинова)
- 1991 — «Mister Пронька» (мультфільм) — Піт